# Ryderwood (Washington)
Ryderwood es un lugar designado por el censo ubicado en el condado de Cowlitz en el estado estadounidense de Washington. En el año 2010 tenía una población de 395 habitantes.

## Geografía
Ryderwood se encuentra ubicado en las coordenadas 46°22′31″N 123°2′36″O / 46.37528, -123.04333.